# Ernst Friedrich Eberhard
Ernst Friedrich Eberhard (* 18. März 1809 in Coburg; † 9. September 1868 ebenda) war ein deutscher Lehrer (später Schulrat in Coburg), Altphilologe und Naturforscher (Biologe).

## Leben und Wirken
Eberhard studierte von 1827 bis 1832 Altphilologie und Philosophie an den Universitäten Jena (bei Karl Christian Reisig, Jakob Friedrich Fries), Halle und Berlin (bei August Boeckh, Karl Lachmann, Friedrich Schleiermacher), wobei er vor allem von Boeckh und Reisig beeinflusst wurde. Er absolvierte das Oberlehrerexamen in Berlin und wurde in Jena mit einer Dissertation über die Homerischen Hymnen promoviert. Er war kurze Zeit am Joachimsthalschen Gymnasium in Berlin und ab 1834 Professor am Gymnasium in Coburg, wo er auch die herzogliche Bibliothek leitete. Als Wissenschaftler wandte er sich immer mehr von der Altphilologie ab, nachdem er zunächst auf Einladung von Gottfried Bernhardy mit der Ausgabe der philosophischen Schriften von Marcus Tullius Cicero begonnen hatte, sich aber durch die gleichzeitigen Arbeiten von Johan Nicolai Madvig (Ausgabe von Ciceros De Finibus Bonorum Et Malorum 1839) überholt sah. Stattdessen wandte er sich den Naturwissenschaften zu, zunächst da der eigentlich zuständige Lehrer aus politischen Gründen entlassen worden war und er dessen Stunden übernahm. Er befasste sich mit Physik, Meteorologie und Mikroskopie. 1848 übernahm er auch den Aufbau der Realschule in Coburg und später den der Baugewerkschule. 1861 wurde er Schulrat und damit für das gesamte Schulwesen im Herzogtum Coburg zuständig (gleichzeitig leitete er damals schon alle städtischen Schulen). Rufe auf eine Professur in Jena, als Ministerialrat nach Weimar oder als Schuldirektor nach Sankt Petersburg schlug er aus.
Als Altphilologe befasste er sich außer mit Cicero viel mit Aristoteles und Platon, allerdings weniger unter philologischem Gesichtspunkt als mit deren Philosophie und wissenschaftlicher Leistung. Daneben veröffentlichte er viel über Pädagogik, Anthropologie (wobei besonders seine Schrift über Menschenrassen Aufmerksamkeit fand) und Biologie (zum Beispiel über die Fortpflanzung von Trichinen, Infusorien und Schneckenzungen), häufig in den Schulprogrammen in Coburg. Er gab die Vorlesungen von Reisig über die Satiren von Horaz heraus und veröffentlichte über Aristoteles (Das Licht nach Aristoteles 1836, Der Traum nach Aristoteles 1838).
Er war im Stadtrat von Coburg, war 1848/1849 Hauptvertreter der Verfassungspartei in Coburg und wirkte auch als politischer Journalist zum Beispiel für die Augsburger Allgemeine Zeitung.
Am 1. August 1859 wurde er mit dem Beinamen Plinius XII. Mitglied der Gelehrtengesellschaft Leopoldina.

## Schriften (Auswahl)
- Die Menschenrassen. Coburg 1842 (Digitalisat).
- Über die Schneckenzungen. Programm der Herzoglichen Realschule Coburg, 1865 (Digitalisat).
- Klimatographie Coburgs. 1846, 1856.